# Правовой риск
Правовой риск (англ. Legal risk) — это текущий или будущий риск потери дохода, капитала или возникновения убытков в связи с нарушениями или несоответствием внутренним и внешним правовым нормам, таким как законы, подзаконные акты регуляторов, правила, регламенты, предписания, учредительные документы.
Соглашение «Базель II» классифицировал юридический риск как составляющий операционного риска. Эта концепция основана на бизнес-перспективе, признавая, что существуют угрозы, связанные с бизнес-средой. Идея заключается в том, что компании не работают в вакууме и при использовании возможностей и взаимодействии с другими компаниями, их деятельность, как правило, становится предметом юридической ответственности и обязательств.
Несмотря на то, что правовые риски применимы к любым бизнес-организациям, особую актуальность они приобретают в банковской сфере, где регулятивные органы обязаны обеспечить защитные меры против систематических неудач в банковской структуре и в экономике.
Возникновение правовых рисков обусловлено комплексом факторов объективно-субъективного характера.

## Классификация юридических рисков
- Регуляторные риски.
- Комплаенс риски.
- Договорные риски.
- Внедоговорные риски — возможность третьей стороны нарушить свои внедоговорные обязательства.
- Риски возникновения спора — возникновения юридического спора в результате предпринимательской деятельности.
- Репутационные риски[4].

## Определение правового риска
Преобладают два подхода к определению правового риска:  
- стратегический — затрагивает любой процесс, любые отношения, компании, и охватывает все производственные риски (бизнес–риски) с юридическими последствиями. Этот подход характеризует риск как «правовой», так как в результате деятельности организации возникают существенные последствия, связанные с законодательством;

- тактический — заключается в том, что риск, возникает в юридическом аспекте работы или некорректности применения закона[4].

## Этапы управления юридическими рисками
1. выявление риска.
2. оценка вероятности/воздействия риска;
3. выбор методов и инструментов управления выявленным риском;
4. разработка риск-стратегии с целью снижения вероятности реализации риска и минимизации возможных негативных последствий;
5. реализация риск-стратегии;
6. оценка достигнутых результатов и корректировка риск-стратегии[5].